# Salen (Fjell)
Pour les articles homonymes, voir Salen.
Salen est une île dans le landskap Sunnhordland du comté de Vestland. Elle appartient administrativement à Øygarden.

## Géographie
Rocheuse et désertique, elle s'étend sur environ 390 m de longueur pour une largeur approximative de 231 m.